# イェレ・テン・ラウウェラール
イェレ・テン・ラウヴェラール（Jelle ten Rouwelaar, 1980年12月24日 - ）は、オランダ・フリースラント州ヤウレ出身の元サッカー選手、現サッカー指導者。現役時代のポジションはゴールキーパー。

## 経歴
現役時代の後半はNACブレダでプレーし、リーグ戦300試合以上でゴールマウスを守った。2016年5月19日に行われたプレーオフ・ヴィレムII戦を以て現役を引退した。引き続きクラブに留まり、GKコーチとして5年契約を結んでいる。

## タイトル
アウストリア・ヴィーン
- オーストリア・ブンデスリーガ : 2006-07